# 村山市議会
村山市議会（むらやましぎかい）は、山形県村山市の地方議会である。

## 概要
- 定数：15人
- 任期：4年。議会解散が実施されれば任期満了前であっても議員任期は終了する。
- 前回選挙：2023年（令和5年）10月22日選挙[1]

- 選挙区：市全体を1選挙区とする大選挙区制（単記非移譲式）
- 所在地：山形県村山市中央一丁目3番6号（村山市役所内）
- 議長： 高橋菜穂子
- 副議長：細矢清隆
- 主な役割：審議、議決、一般質問、代表質問、同意、市政のチェック、請願や陳情の審査、意見書の提出、調査研究、充て職、行政行事出席、行政視察等

### 委員会
- 議会運営委員会
- 広報広聴委員会
- 活性化委員会

#### 常任委員会
- 総務文教常任委員会
- 産業厚生常任委員会

#### 特別委員会
- 予算特別委員会
- 決算特別委員会

### 本会議
- 定例会：3月、6月、9月、12月
- 臨時会：随時

### 事務局
- 議会事務局

## 会派
| 会派名             | 議員数 | 所属党派       | 議員名 | 女性議員数 |
| ------------------ | ------ | -------------- | --- | ---------- |
| 市政・公明クラブ   | 12     | 無所属 公明党1 | 高橋菜穂子、細矢清隆、秋葉新一、大山正弘、 石澤祐一、矢萩浩次、田中正信、吉田創、 柴崎亮太、瀧田順子、森直也、松倉慶子 | 3          |
| 改革クラブ         | 2      | 無所属         | 阿部正任、高橋卯任 | 0          |
| 会派に属さない議員 | 1      | 日本共産党1    | 中里芳之 | 0          |
| 計                 | 15     |                | | 3          |

（2024年11月21日現在）

## 議員報酬等
| 役職   | 議員報酬        | 政務活動費 |
| ------ | --------------- | ---------- |
| 議長   | 月額 43万5000円 | 月額 1万円 |
| 副議長 | 月額 38万5000円 | 月額 1万円 |
| 議員   | 月額 36万0000円 | 月額 1万円 |

- 別途、年2回期末手当あり
- 政務活動費の残金は市に返還する義務がある
- 議員年金は2011年（平成23年）6月1日で廃止されている

## 議会出身者
- 菊池大二郎 - 国民民主党衆議院議員
- 菊池汪夫 - 元村山市長
- 佐藤清 - 元村山市長

## その他
- バラ議会 - 2022年から6月定例会を「バラ議会」と銘打ち、バラのコサージュ着用や演壇にバラを飾るなどして、市の花であるバラと東沢バラ公園で開かれている「バラまつり」のＰＲをしている。[4]